# 162173 Ryugu

Minh họa các quỹ đạo của Hayabusa2 từ 3/12/2014 đến 9/12/2019
Hayabusa2
162173 Ryugu
Trái Đất
Mặt Trời

162173 Ryugu, tên gọi tạm thời 1999 JU3, là một vật thể gần Trái Đất và là một tiểu hành tinh nguy hiểm tiềm tàng của nhóm Apollo. Nó có đường kính khoảng 1 km (0,6 mi) và là vật thể tối của loại phổ hiếm Cg, với chất lượng của tiểu hành tinh kiểu C và tiểu hành tinh kiểu G.
Tàu vũ trụ JAXA Hayabusa 2 đã kết thúc thành công với mục tiêu của nó vào khoảng 9:35 giờ chuẩn Nhật Bản vào ngày 27 tháng 6 năm 2018. Nó được ra mắt vào cuối năm 2014. Vào cuối tháng 6 năm 2018, tàu vũ trụ nằm ở khoảng cách chỉ cách tiểu hành tinh 20 km và nó sẽ giảm xuống còn 5 km trong những tháng tới trước khi nó đổ bộ xuống bề mặt tiểu hành tinh này.
Nó được lên kế hoạch đưa vật liệu từ tiểu hành tinh quay về Trái Đất vào cuối năm 2020.

## Lịch sử

### Khám phá
Ryugu được phát hiện vào ngày 10 tháng 5 năm 1999 bởi các nhà thiên văn học với nghiên cứu tiểu hành tinh gần Trái Đất Lincoln tại ETS của Lincoln Lab gần Socorro, New Mexico, ở Hoa Kỳ. Nó được đưa ra định danh tạm thời 1999 JU3.

## Định danh
Tiểu hành tinh được chính thức đặt tên là "Ryugu" bởi Trung tâm hành tinh nhỏ vào ngày 28 tháng 9 năm 2015 (M.P.C. 95804). Tên đề cập đến Ryūgū (Long Cung), một cung điện dưới nước huyền diệu trong một truyện cổ tích dân gian Nhật Bản. Trong câu chuyện, ngư dân Urashima Tarō đi đến cung điện trên lưng của một con rùa, và khi ông trở về, ông mang theo một hộp bí ẩn, giống như Hayabusa2 trở về với các mẫu.

## Đặc điểm

### Quỹ đạo
Ryugu quay quanh Mặt trời ở khoảng cách 0,96–1,41 AU mỗi 16 tháng một lần (474 ngày; trục bán chính 1,19 AU). Quỹ đạo của nó có độ lệch tâm 0.19 và độ nghiêng 6 ° đối với chiết trung. Nó có khoảng cách giao thoa quỹ đạo tối thiểu với Trái Đất là 95.400 km (0.000638 AU), có nghĩa là khoảng cách 0.23 đơn vị khoảng cách mặt trăng.

### Vật lý
Năm 2012, Thomas G. Müller và cộng sự, nghiên cứu Ryugu sử dụng nhiều đài quan sát và cho rằng tiểu hành tinh "gần như hình cầu", một thực tế cản trở các kết luận chính xác, với vòng quay ngược, đường kính hiệu dụng 0,85–0,88 km và một hình chữ nhật hình học 0,044 đến 0,050. Họ ước tính rằng kích thước hạt của vật liệu bề mặt của nó là từ 1 đến 10 mm.
Những hình ảnh ban đầu được thực hiện bởi Hayabusa-2 về cách tiếp cận ở khoảng cách 700 km đã được phát hành vào ngày 14 tháng 6 năm 2018. Chúng hiển thị một hình dạng kim cương và xác nhận vòng quay ngược của nó. Từ ngày 17 đến 18 tháng 6 năm 2018, Hayabusa 2 đã đi từ 330 km đến 240 km từ Ryugu và chiếm được một loạt các hình ảnh bổ sung từ cách tiếp cận gần hơn.

### Giá trị và thành phần
Tính đến tháng 5 năm 2018, theo trang web của Asterank, được điều hành bởi công ty Tài nguyên hành tinh, giá trị hiện tại của Ryugu cho mục đích khai thác là 82,76 tỷ USD, và thành phần hóa học của tiểu hành tinh được cho là nickel, sắt, coban, nước, nitơ, hydro và amonia.